# Álbum de figurinhas da Copa do Mundo FIFA de 2018
O álbum de figurinhas da Copa do Mundo FIFA de 2018 é o 13.º álbum de figurinhas da Copa do Mundo FIFA lançado pela Panini.

## Características
O álbum conta com 682 figurinhas colecionáveis — 42 a mais em relação ao álbum da Copa anterior. Cada seleção participante da Copa do Mundo FIFA de 2018 tem 18 figurinhas dos jogadores, o escudo da confederação e uma imagem do time posado. Também há figurinhas de símbolos do torneio, como a bola, o troféu, os pôsteres das sedes e figurinhas de todos os estádios. Ao final, há espaço para "lendas" da Copa, com cromos especiais que contam a história da competição.

## História
Desde 1970, a Panini lança álbuns de figurinhas para todas as Copas.
Foi lançado no dia 16 de março. A tiragem inicial de álbuns para o Brasil foi de 7 milhões de exemplares. A fábrica da Panini no país, localizada em Barueri, pretendia produzir 8 milhões de pacotes de figurinhas por dia até o dia 20 de abril. A Panini também investiu em um álbum digital e aplicativos relacionados.
A Panini lançou, na Suíça, um álbum dourado de edição limitada. Em junho, a Panini lançou no Brasil um kit "complementar" do álbum, trazendo cem novas figurinhas — 92 novos jogadores convocados entre diversas seleções e mais oito figurinhas exclusivas do Brasil.

## Recepção

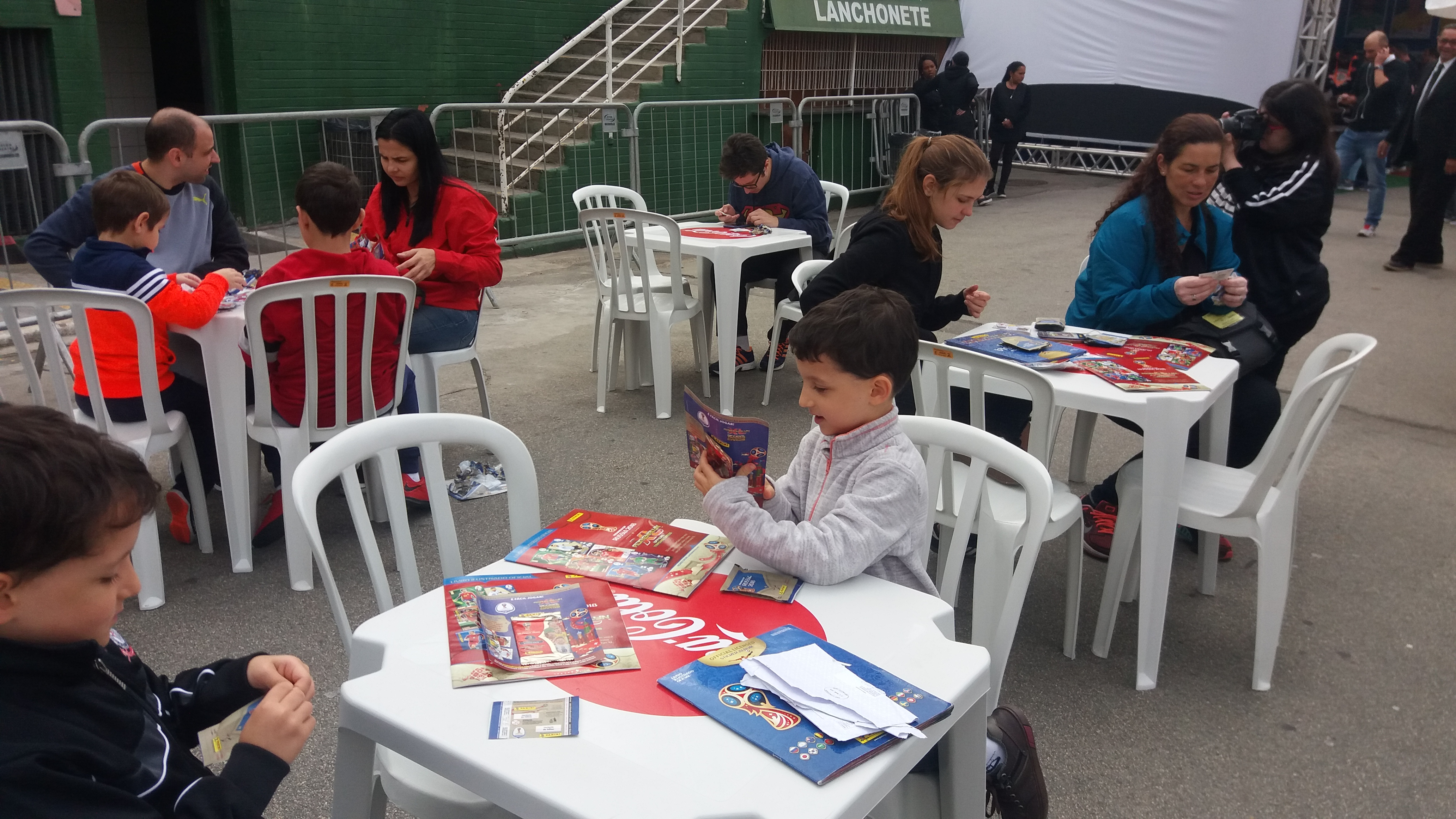
Troca de figurinhas do álbum no Estádio do Pacaembu.

No Brasil, o lançamento do álbum da Copa do Mundo da Rússia 2018 teve grande repercussão nas redes sociais, principalmente por causa do aumento no preço do pacote de figurinhas. Custando dois reais, foi o dobro em relação a 2014, quando custava um real. Além disso, o álbum de 2018 custava 7,90, enquanto o da edição anterior custava 5,90. A Panini justificou que "os preços dos produtos no Brasil são compatíveis com os preços praticados nos países da América Latina, e refletem todos os investimentos da empresa nas diversas plataformas para o lançamento da coleção de 2018". A empresa também citou a desvalorização cambial e o aumento do custo da licença para o uso das imagens do álbum.
Foi promovido via WhatsApp um golpe envolvendo um link malicioso, onde os usuários deveriam inserir suas informações para supostamente receber um álbum com 100 figurinhas gratuitas.
Com o álbum, a Panini alcançou um bilhão de dólares em vendas.